# Хумићи
Хумићи су насељено мјесто у Босни и Херцеговини, у општини Кључ, које административно припада Федерацији Босне и Херцеговине. Према попису становништва из 2013. у насељу је живјело 742 становника.

## Становништво
| Демографија | Демографија | Демографија |
| Година      | Становника  | Становника  |
| ----------- | ----------- | ----------- |
| 1961.       | 646         |             |
| 1971.       | 751         |             |
| 1981.       | 1.060       |             |
| 1991.       | 1.002       |             |
| 2013.       | 742         |             |